# Ленинградский район (Москва)
Ленинградский район — бывший район в Москве.

## Описание
Здание райисполкома и РК КПСС находилось по почтовому адресу: Флотская улица, дом № 1. Своё имя московский район получил от города Ленинграда. Территория городского района находилась в пределах от Чапаевского переулка по Ленинградскому шоссе, на северо-запад, до МКАД, на восток от Химкинского водохранилища.
Общая площадь 2650 гектаров. Площадь лесного массива 839 гектар. Площадь воды 361 гектар. Количество людей на 1978 год составляет 328 тысяч.
Главная дорога — Ленинградское шоссе.

## История
Ленинградский район сформирован в 1936 году. До 1960 года основная часть земли принадлежала к структуре Московской области. В 1977 году расширен.
История района тесно связана с историей революции (переворота). В 1917 году отрезок района принадлежал к Всехсвятско-Петровскому подрайону Бутырского района. В 1918 году и в 1921 году В. И. Ленин был в санатории «Химки», располагавшийся по адресу: Правобережная улица, дом № 6. Здесь была сформирована 18-я дивизия народного ополчения во время Великой Отечественной войны.
В 1978 году площадь жилфонда 5375,8 тысяч метров квадратных, в местности располагалось 50 рабочих производств, такие как:
- заводы:
  - «Изолятор»,
  - шлифовального инструмента,
  - нестандартного оборудования,
  - ювелирный,
  - порошковой металлургии;
  - тонкосуконное объединение,
  - портовый хладокомбинат,
  - северный порт;
- более 40 научно-исследовательских институтов, проектных организаций и КБ, в частности:
  - институт Гидропроект,
  - НИИ часовой промышленности,
  - НИИ гражданской авиации,
  - НИИ общей патологии и патологической физиологии,
  - НИИ фармакологии АМН СССР
  - ВИНИТИ АН СССР;
- 7 вузов, включая:
  - МАИ,
  - Институт инженеров гражданской авиации,
  - Заочный институт советской торговли,
  - Заочный институт инженеров железнодорожного транспорта,
  - Высшее художественно-промышленное училище;
- Центральный государственный архив литературы и искусства,
- Киностудия Центрнаучфильм,
- 45 школ, 112 дошкольных образований,
- 6 больниц, 40 поликлиник,
- 113 продуктовых и 60 промышленных магазина, 8 универмагов, 300 точек общепита,
- культурно-просветительские организации, среди которых:
  - 5 кинотеатров, 7 ДК, 38 библиотек,
  - спортивные установки: «Водник», «Динамо», Дворец спорта «Динамо», Конно-спортивный манеж;
  - парк Северного речного вокзала,
  - Парк Дружбы[1].

В 1984 году населённые пункты Химкинского района: Бурцево (деревня), Верескино (деревня), Мелькисарово (деревня), Молжаниновка (деревня), Новодмитровка (деревня), восточная часть (восемь улиц) посёлка городского типа Новоподрезково, Новосёлки (деревня), Черкизово (село), северо-восточная часть деревни Филино, вошли в состав Ленинградского района Москвы, ныне Молжаниновский район. В 1991 году Ленинградский район упразднён.

## Достопримечательности
В районе среди достопримечательностей были:
- Усадьбы Ховрино и Михалково.
- Посёлок художников Сокол.
- Локомотивное депо Лихоборы.
- Церковь Всех святых в бывшем селе Всехсвятском.